# Rosanna Gusmano
Rosanna Gusmano (Casale Monferrato, 10 novembre 1928 – Genova, 12 febbraio 2011) è stata una medica pediatra italiana.
È stata la prima in Italia ad istituire un servizio di nefrologia pediatrica presso l'Istituto Giannina Gaslini di Genova ed è per questo considerata una pioniera di questo settore.

## Biografia

### Nascita e prima formazione
Rosanna Gusmano nasce il 10 novembre 1928 a Casale Monferrato, un comune in provincia di Alessandria, per poi spostarsi, nel 1937, in Africa Orientale con il fine di raggiungere il padre in Etiopia. Alla fine della seconda guerra mondiale comincia gli studi di medicina alla scuola di Asmara, diretta da Giovanni Ferro-Luzzi. Al secondo anno rimpatria trasferendosi a Genova, dove si laurea nel 1953 e si specializza in pediatria nel 1955. Dopo la specialistica inizia subito a lavorare all'Ospedale Pediatrico Gaslini di Genova. 
Nel 1968 si reca a Verona presso il centro diretto da Pietro Confortini per apprendere le tecniche dialitiche.

### Attività lavorative
Il 6 gennaio del 1969 la Gusmano, per la prima volta in Italia, accetta di curare una dodicenne affetta da rene policistico attraverso il trattamento emodialitico cronico, segnando la nascita della nefrologia pediatrica nel nostro Paese. In seguito a questo importante passo, nel 1970 ottiene la libera docenza in clinica pediatrica e nel 1974 si specializza in nefrologia a Torino.
Insieme a Franca Pellini, fondatrice e primo presidente dell'Associazione Nazionale Emodializzati, lotta per l'approvazione, nella regione Liguria, della legge per la dialisi domiciliare, approvata poi nel 1976.
Dal 1976 al 1998, anno del pensionamento, ricopre la carica di primario di nefrologia, presso il Gaslini.

### Ultimi progetti
Negli stessi anni comincia a costruire il laboratorio di fisiopatologia dell'uremia, ufficializzato nel 1987.
Collabora con Umberto Valente e nel 1987 organizza uno dei primi centri per il trapianto renale pediatrico.
Rosanna Gusmano, oltre ad essersi distinta per le innovazioni portate in Italia, ricopre anche numerose cariche importanti all'interno di società volte alla ricerca nell'ambito della nefrologia pediatrica. Tra queste, la carica di vicepresidente della Società Italiana di Nefrologia Pediatrica (SINP) nel 1984.
Nel 1991 pubblica un volume monografico, in collaborazione con il suo allievo Francesco Perfumo, intitolato “Malattie renali nel bambino”. 
Nel 2004 costituisce la Fondazione Malattie Renali del Bambino, di cui rimane Presidente fino al 2011, anno della sua morte.

L'allievo con cui nel corso di tutta la sua carriera ha lavorato, Francesco Perfumo, la ricorda così:
(Francesco Perfumo)

## Gusmano e le prime ricerche
Nel corso degli anni Settanta Rosanna Gusmano, affiancata da alcuni colleghi del reparto di nefrologia pediatrica (ampliato in quegli anni), ha la possibilità di osservare e diagnosticare casi di sindrome di Lesch-Nyhan e di rene di Ask-Upmark. Il primo caso è una forma di patologia neurologica con associate turbe renali in conseguenza dell'iperuricemia, il secondo una forma di ipertensione. Inoltre, studia le prime casistiche cliniche di patologie rare, quali la nefronoftisi, e di altre nefropatie congenite.

## Gusmano e l'emodialisi

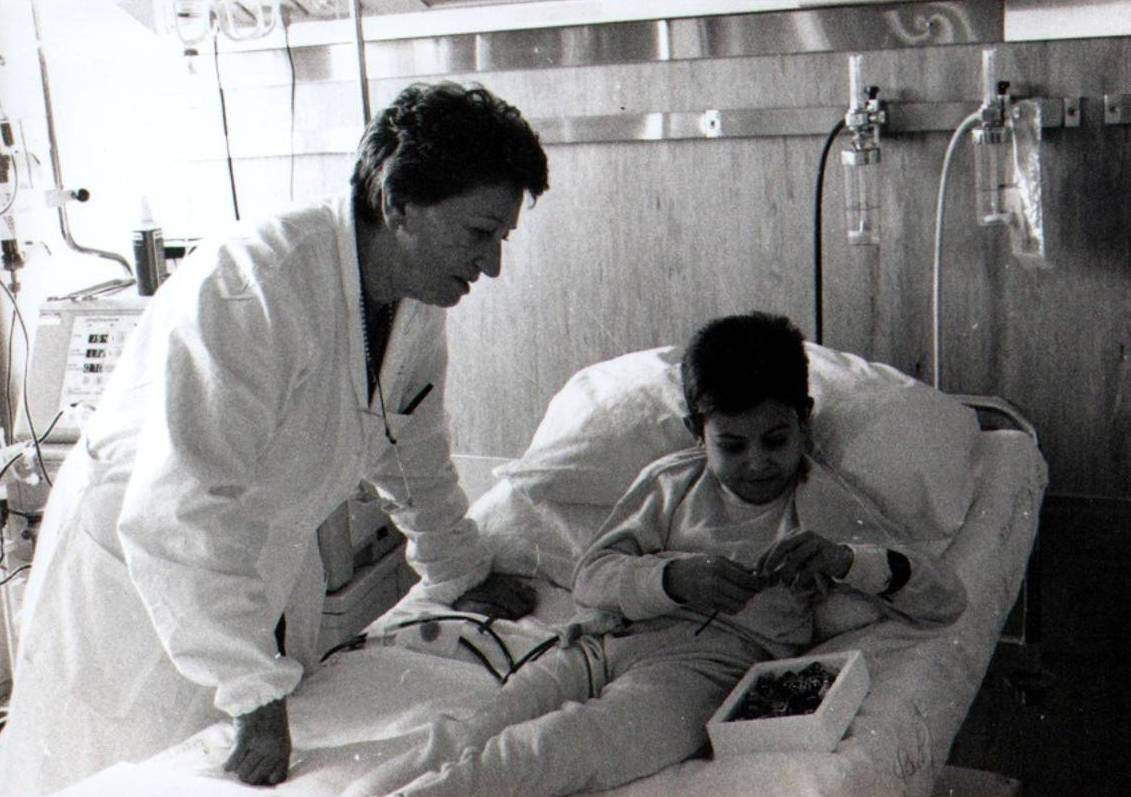
Rosanna Gusmano al letto di un bambino in dialisi

Rosanna Gusmano, affiancata dal team di reparto del Gaslini, introduce il trattamento emodialitico nei bambini. Fino a quel momento, infatti, gli studi teorici effettuati risultavano scarsi e insufficienti, e non portavano alcuna riposta soddisfacente. A partire dagli anni Settanta, un numero cospicuo di medici proveniente dai principali ospedali italiani si reca al Gaslini per apprendere la nuova metodologia, introdotta dalla Gusmano, e per aggiornarsi sui più svariati problemi della nefrologia pediatrica.
La pediatra adotta per i bambini gli stessi filtri utilizzati per gli adulti, ma con una riduzione della superficie filtrante, per ridurre la quantità di sangue in circolazione extracorporea, e con l'impiego di membrane di dialisi sterilizzate e provate dal personale del reparto. Prevede sedute emodialitiche con una frequenza di due o tre volte a settimana ed una durata di circa 10 ore ciascuna. Il processo richiede, dunque, non solo tempi piuttosto lunghi, ma soprattutto la presenza di organico competente per la preparazione degli strumenti. È inoltre chiaro il grande impegno richiesto ai piccoli pazienti, oltre che alle loro famiglie, per superare, dal punto di vista fisico e psicologico, le lunghe sedute. Un'ulteriore problematica, tipica di questo trattamento, è l'elevato rischio di trombosi vascolare causato dalla tecnica dello shunt artero-venoso esterno di Scribner, che prevede l'inserimento di due cannule in un'arteria dell'avambraccio e in una vena, poi collegate tra loro per mantenere la circolazione sanguigna. A questo subentra il frequente ripristino della funzionalità della cannula, con manovre delicate e rischiose, per via del blocco dello shunt.

## La dialisi peritoneale ambulatoriale continua
A metà degli anni Settanta in nefrologia si sviluppa la tecnica della dialisi peritoneale ambulatoriale continua (CAPD), con lo scopo di conservare il trattamento domiciliare, reso possibile dall'introduzione di un apparecchio (cycler) utilizzato durante le ore notturne per la depurazione dialitica. 
Questa metodica riscuote ben presto successo per le cure dei bambini con insufficienza renale terminale, poiché, essendo facilmente praticabile dai genitori a casa durante la notte, riduce l'ospedalizzazione a un controllo in day hospital una volta al mese e permette al bambino di frequentare la scuola nelle ore diurne.

Pertanto, nel 1986 Rosanna Gusmano invita a Genova i responsabili di alcuni centri italiani che avevano adottato tali tecniche di dialisi pediatrica, promuovendo la creazione del “Registro italiano di dialisi peritoneale pediatrica”: esso è attivo e svolge un ruolo di rilievo a livello europeo.

## Il laboratorio di fisiopatologia dell'uremia
Nel 1976 Rosanna Gusmano, sempre alla ricerca di un servizio clinico all'avanguardia, comincia a costruire un laboratorio di fisiopatologia dell'uremia, ufficializzato nel 1987. La nascita del laboratorio ha unito l'attività clinica e la ricerca con il coinvolgimento del personale medico del reparto. Si riconoscono, in particolare, lo studio della proteinuria e della sindrome nefrosica.

## Fondo malattie renali del bambino
Nel 1976 Rosanna Gusmano dà vita ad un'associazione ONLUS volta ad affiancare il reparto di nefrologia e dialisi dell'Istituto Giannina Gaslini, e lo chiama: Fondo Malattie Renali del Bambino.
Coinvolge, in questa iniziativa, alcune associazioni come la Croce Rossa Italiana e l'associazione Donne Manager.
Nel 1989 l'associazione ingloba una piccola struttura preposta alle pratiche giuridiche.
Nella prima metà degli anni Novanta il fondo investe nell'acquisto del primo ecografo per il reparto. Negli stessi anni si occupa di un progetto sperimentale di assistenza domiciliare per i bambini in dialisi, utile per i pazienti più lontani.

## Pubblicazioni principali
Rosanna Gusmano è stata autrice di 450 articoli su riviste scientifiche italiane e internazionali e di molteplici sezioni su importanti libri di nefrologia.
- Valutazione critica dei risultati dell'emodialisi in età pediatrica, in collaborazione con Giulio Gilli e Francesco Perfumo, Minerva nefrologica, 1972, vol. 19, pp. 60–69.
- Malattia di Lesch-Nyhan. Primi casi italiani, in collaborazione con Giancarlo Basile, Giulio Gilli e Francesco Perfumo, Minerva Pediatrica, 1974, vol. 26, pp. 241–251.
- Una rara causa di ipertensione nell'infanzia: il rene di Ask-Upmark, in collaborazione con Giancarlo Basile, Francesco Perfumo e Franco Pontiggia, Minerva Nefrologica, 1974, vol. 21, pp. 12–19.
- Plasma carnitine concentrations and dyslipidemia in children on maintenance hemodyalisis, in collaborazione con Roberta Oleggini e Francesco Perfumo, J. Pediatr., 1981, vol. 99, pp. 429–432.
- Long-term prognosis of haemolytic-uraemic syndrome in children, in collaborazione con Mariarosa Ciardi, Francesco Perfumo e Marcella Sarperi, Adv. Exp. Med. Biol., 1987, vol. 212, pp. 199–204.
- Malattie renali nel bambino, in collaborazione con Francesco Perfumo, Wichtig, Milano, 1991, pp. 504.